# Gare de Grandpuits
La gare de Grandpuits est une gare ferroviaire française de la ligne de Paris-Est à Mulhouse-Ville, située sur le territoire de la commune de Grandpuits-Bailly-Carrois, dans le département de Seine-et-Marne, en région Île-de-France.
La date de fermeture de la gare au service des voyageurs est inconnue ; le bâtiment voyageurs n'existe plus. Elle est désormais ouverte au trafic de fret, en desservant deux importants embranchements particuliers qui ont été construits en direction de Paris.

## Situation ferroviaire
Établie à 120 mètres d'altitude, la gare de Grandpuits est située au point kilométrique (PK) 64,828 de la ligne de Paris-Est à Mulhouse-Ville, entre les gares ouvertes aux voyageurs de Mormant et de Nangis.

## Histoire
La Compagnie des chemins de fer de l'Est met en service la station de Grandpuits, lors de l'ouverture au service commercial de la section de Nogent - Le Perreux à Nangis, le 25 avril 1857.
En 1866, le prix des places pour Paris, au départ de la station, est de 6,65 fr en première classe, 4,90 fr en deuxième classe et 3,55 fr en troisième classe. En 1877, les tarifs passent à 7,30 fr en première classe, 5,35 fr en deuxième classe et 3,90 fr en troisième classe, pour une distance de 63 km par rapport à la capitale.
En 1936, la gare est desservie par un service de banlieue dont le dernier arrêt est celle de Longueville. Durant la période d'hiver, à Grandpuits, il y a cinq aller-retours chaque jour ouvrable. La gare eut un handicap important : elle n'était pas au centre de la commune.
La date de la fermeture de la gare au service des voyageurs n'est pas connue. On peut situer celle-ci entre 1941 et 1956 (selon les indicateurs Chaix de ces deux années) ; en effet, il est fait mention d'un chef de gare en 1937, M. Prévost. Cependant, en 1962, celle-ci est fermée depuis plusieurs années.

## Service des marchandises
La gare, également connue sous le nom de Grandpuits - Bagneux par Fret SNCF, est fermée au trafic de fret sur ses voies de débord ; elle assure cependant la desserte de deux installations terminales embranchées (appartenant respectivement à l'usine GPN et à la raffinerie de Grandpuits), avec un accord commercial permettant l'utilisation de wagons isolés.